# Fritz Michel

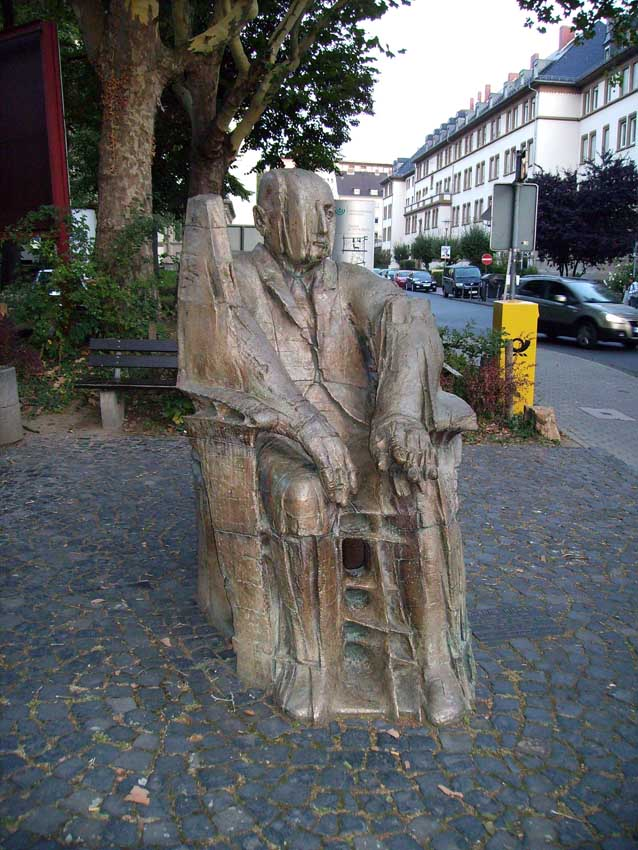
Denkmal für Fritz Michel in Koblenz

Fritz Michel (* 17. September 1877 in Niederlahnstein; † 30. Oktober 1966 in Koblenz) war ein deutscher Arzt, Politiker, Historiker und Kunsthistoriker.

## Leben
Fritz Michel wurde am 17. September 1877 „als ältester Sohn eines Landarztes“ in Niederlahnstein geboren. Seine Eltern waren Theodor Michel und Luise Schild. Er studierte Medizin an den Universitäten Tübingen, Kiel und Marburg und wurde in Tübingen Mitglied des Corps Suevia. Nach Beendigung seiner Studien trat er 1905 eine Stelle als Frauenarzt am Evangelischen Stift St. Martin an. Im gleichen Jahr heiratete er Luise von Ibell, eine Urenkelin des nassauischen Staatsmanns Carl Friedrich Emil von Ibell.
Im Ersten Weltkrieg diente er von 1914 bis Juli 1918 als Chirurg und Stabsarzt an West- und Ostfront sowie in Italien. Das Kriegsende erlebte er als militärischer Chefarzt eines Reservelazaretts im Stift. Seine Erlebnisse hatte Michel in einem Kriegstagebuch niedergelegt, welches er durch mehr als 500 eigene Zeichnungen und Aquarelle ergänzte. Von 1919 bis 1929 gehörte er als Stadtverordneter dem Koblenzer Stadtrat an. Ab 1927 war er bis zu seiner Pensionierung 1947 als Chefarzt am Evangelischen Stift tätig. Zwischen 1934 und 1944 – also in der Zeit des Nationalsozialismus – führte Michel Zwangssterilisationen durch. Nach dem Zweiten Weltkrieg wurde er nicht vor Gericht gestellt, sondern lediglich von der Entnazifizierungsbehörde als Mitläufer eingestuft.
Im Jahr 1941 erhielt er nach Vorschlag seines Freundes Paul Clemen, damals dort Direktor des Kunsthistorischen Institutes und zudem erster Provinzialkonservator der preußischen Rheinprovinz, die Ehrendoktorwürde der Rheinischen Friedrich-Wilhelms-Universität Bonn. An seinem 75. Geburtstag am 17. September 1952 verlieh ihm Oberbürgermeister Josef Schnorbach für seine Verdienste um die Kunst- und Heimatgeschichte die Ehrenbürgerwürde der Stadt Koblenz. Auch die Städte Nieder- und Oberlahnstein ernannten ihn zum Ehrenbürger. Außerdem wurde ihm zu Ehren vor dem Evangelischen Stift St. Martin in Koblenz im Jahr 1989 ein Denkmal errichtet, das von dem Bildhauer Eberhard Linke geschaffen wurde. Fritz Michel starb am 30. Oktober 1966. Er wurde auf dem Hauptfriedhof Koblenz begraben.
Aufgrund seiner Haltung und Taten zur Zeit des Nationalsozialismus hat der Koblenzer Stadtrat am 15. Mai 2020 die Ehrenbürgerschaft für Fritz Michel widerrufen. Im Juni 2020 entzog auch der Lahnsteiner Stadtrat ihm die Ehrenbürgerwürde. Die dortige, nach Fritz Michel benannte Dr.-Michel-Straße wird nicht umbenannt, da die Namensgebung künftig auf seinen Vater bezogen wird. Die Umbenennung der Koblenzer Fritz-Michel-Straße wurde vom Stadtrat trotz der Aberkennung der Ehrenbürgerwürde abgelehnt. Über den Umgang mit dem vor dem Krankenhaus Evangelisches Stift befindlichen Denkmal wurde noch keine Entscheidung getroffen.

## Wirken als Historiker und Kunsthistoriker

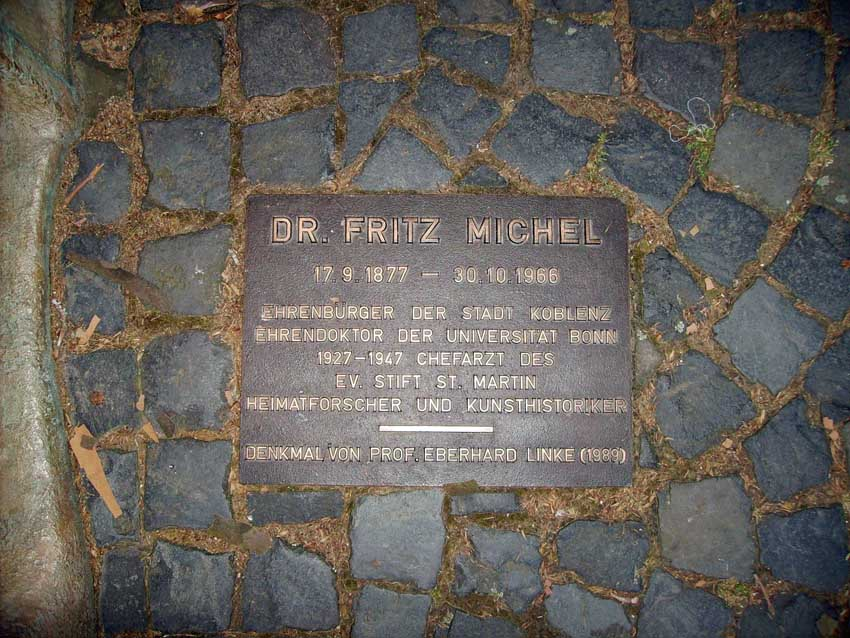
Gedenktafel

Fritz Michel war hauptsächlich in der Regional- und Heimatgeschichte tätig und hier vor allem im Mittelrheingebiet. Einen weiteren Schwerpunkt bildeten die Städte Lahnstein und Koblenz. Vielfach hat Michel Grundlagenforschung betrieben.
Bereits als Schüler kam er über den Rektor seines Gymnasiums Simon Widmann mit der Heimatkunde in Berührung. Dieser brachte ihm nicht nur das Lesen von Handschriften des Mittelalters bei, sondern besorgte ihm auch einen Ferienjob beim Archiv der Stadt Niederlahnstein, wo er Akten ordnete und erste Vorarbeiten für seine spätere Geschichte von Niederlahnstein fertigte. Seine erste Veröffentlichung zur Geschichte von Nieder- und Oberlahnstein datiert auf 1895, sein erster Beitrag in der regionalhistorischen Zeitschrift Nassauische Annalen auf 1898.
Kampmann zufolge dienten Historie und Kunsthistorie Michel als Gegengewicht zu seiner Tätigkeit im Krankenhaus. So entstanden über die Jahre mehr als einhundert Veröffentlichungen. „Die Skala seiner Interessengebiete reichte vom Allerheiligenberg bei Lahnstein bis zur Kulturgeschichte des St. Castorstiftes zu Koblenz, von der Verwaltung der Stadt während der Franzosenzeit bis zur Ehrenburger Fehde und von der Burg Eltz bis zur umfänglichen Sammlung der Kunstdenkmäler der Stadt Koblenz auf 584 Seiten.“ Insbesondere die beiden Bände über die Kunstdenkmäler der Stadt Koblenz sind heute dadurch wertvoll, dass sie den Zustand vor der Zerstörung im Zweiten Weltkrieg (und beim anschließenden Wiederaufbau, dem viele beschädigte, aber eigentlich wiederaufbaufähige Gebäude endgültig zum Opfer fielen) dokumentieren. Sein gesamter Nachlass im Landeshauptarchiv Koblenz umfasst etwa zehn Regalmeter mit 303 Akten und einigen hundert Fotos.

## Ehrungen
- 1941: Ehrendoktor der philosophischen Fakultät der Universität Bonn
- 1952: Verdienstkreuz (Steckkreuz) der Bundesrepublik Deutschland
- 1952: Ehrenbürgerschaft der Stadt Koblenz[10] (Aberkennung: 15. Mai 2020)
- 1954: Ehrenbürgerschaft von Niederlahnstein (Aberkennung: Juni 2020)
- 1961: Ehrenbürgerschaft von Oberlahnstein (Aberkennung: Juni 2020)
- ca. 1970/1971: Benennung einer Straße in Neuendorf in „Fritz-Michel-Straße“
- 1989: Aufstellung eines Denkmals nahe dem Haupteingang des Krankenhauses Evangelisches Stift St. Martin

## Werke (Auswahl)
- Zur Geschichte der Sporkenburg, 1900.
- Die Herren von Helfenstein, 1906.
- Das ehemalige Jesuitenkolleg zu Coblenz und seine Bauten, 1919.
- Burg Eltz und ihre Besitzer. In: Zeitschrift für Heimatkunde des Regierungsbezirkes Coblenz, Heft 13, Januar 1921 Online-Ausgabe dilibri Rheinland-Pfalz
- Geschichte von Oberlahnstein, 1925.
- Der Ehrenbreitstein, 1933.
- Die kirchlichen Denkmäler der Stadt Koblenz, 1937 (Die Kunstdenkmäler der Rheinprovinz, 20,1).
- Die Florinskirche in Koblenz, 1939.
- St. Kastor Koblenz, 1939.
- Burg Eltz, 1945 (Führer zu großen Baudenkmälern, 92)
- Zur Geschichte der geistlichen Gerichtsbarkeit und Verwaltung der Trierer Erzbischöfe im Mittelalter, 1953.
- Die Kunstdenkmäler der Stadt Koblenz, 1954 (Die Kunstdenkmäler von Rheinland-Pfalz).
- Geschichte der Stadt Niederlahnstein, 1954.
- Übersicht über die Geschichte von St. Goar und Burg Rheinfels, 1956.
- Forst und Jagd im alten Erzstift Trier, 1958.
- Der Verkehr auf dem Rhein im Mittelalter, 1960.
- Geschichte der Stadt Koblenz im Mittelalter, 1963.

- Mitarbeit: Die Kunstdenkmäler des Landkreises Koblenz, 1944 (Die Kunstdenkmäler der Rheinprovinz, 16.3).